# NGC 6433
NGC 6433 este o galaxie spirală situată în constelația Hercule. A fost descoperită în 9 iulie 1864 de către Albert Marth.